# 松平尚栄
松平 尚栄（まつだいら なおよし）は、安土桃山時代から江戸時代前期にかけての武将・旗本。通称は藤之助。松平郷松平家（太郎左衛門家）9代当主。

## 生涯
松平由重の長男として誕生。
無位無禄だった幼少期のことは詳細は不明だが、弟・信晴と共に、関ヶ原の戦いで徳川家康に従軍し、戦功を挙げ、慶長18年（1613年）、家康から恩賞を受け、松平郷に旧領220石が与えられた。大坂の陣では本多正純の隊に属して参戦し、真田信繁の家康本陣への侵攻を防いだ。その後、更に230石を加増され、松平氏館を増築した。 元和5年（1619年）、家康を祀る松平東照宮を松平郷に創建した。

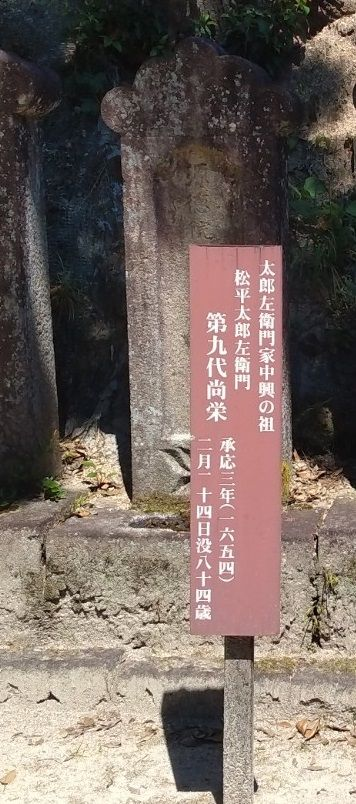
松平尚栄の墓(豊田市高月院)

正保2年（1645年）頃に剃髪し、晴暗と号した。承応3年（1654年）死去、享年84。

## 系譜
- 父：松平由重
- 母：不詳
- 妻：成瀬重正養女
  - 長男：松平重和
- 養子
  - 男子：松平信正 - 鈴木重次の子、鈴木重成の兄弟。書院番士、200石。尚栄より先に死去。